# تيد بينيت (سياسي)
تيد بينيت (بالإنجليزية: Ted Bennett) هو محامي وسياسي أمريكي، ولد في 24 ديسمبر 1940 في هالفيكس في الولايات المتحدة. حزبياً، نشط في الحزب الديمقراطي.